# Kárpátia
Kárpátia (Карпа́тія) — угорський фолк-рок гурт, утворений 2003 року. Гурт є одним з яскравих представників стилю «nemzeti rock».
Музика гурту — досить важкий енергійний фолк-рок з елементами oi!-панку та фолк-металу. Тексти зосереджені на шовінизмі, угорській історії, особливо сучасній. В багатьох піснях виражена ностальгія за етнічними угорськими землями, що відійшли від держави згідно з Тріанонським договором, величчю Угорського королівства, а також іредентизму Міклоша Горті під час Другої світової війни.
Пісня «Neveket akarok hallani» пов'язана зі скандальною подією 2 травня 2007 року, коли на центральному кладовищі Будапешта невідомі розкрили могилу прем'єр-міністра часів Угорської Народної Республіки Яноша Кадара, залишивши на сусідньому до могили склепі напис: «Убивці і зраднику немає місця в святій землі!» (рядок з пісні).

## Склад
- Тамаш Біро (Tamás Bíró): вокал, гітара
- Аттіла Банко (Attila Bankó): перкусія
- Левенте Чісер (Levente Csiszér): вокал, гітара
- Ґабор Ґалантаї (Gábor Galántai): клавішні
- Янош Петраш (János Petrás): бас-гітара, вокал

## Дискографія
- 2003 — Hol vagytok, székelyek?
- 2003 — Így volt! Így lesz!
- 2004 — Tűzzel, vassal
- 2005 — Hősi énekek
- 2006 — Piros, fehér, zöld
- 2007 — Istenért, hazáért
- 2008 — Idők szava
- 2009 — Regnum Marianum
- 2009 — Szebb jövőt!
- 2010 — Utolsó percig
- 2011 — Bujdosók
- 2011 — Justice for Hungary
- 2012 — Rendületlenül
- 2013 — A Száműzött